# 地方航空局
地方航空局（ちほうこうくうきょく）とは、国土交通省の地方支分部局のひとつ。国土交通省設置法38、39条に定めがある。
国が管理する空港の維持管理及び運営、航空保安業務及び関連施設の整備・維持管理、航空事業に関する業務を所管している。
東京と大阪の2ヶ所に設置されており、東日本は東京局、西日本は大阪局が担当する。
管轄域内の航空行政において大きな権限を持っている。また、国土交通省本省の内部部局の一つである航空局においては、地方航空局の各種業務に対応した部局が存在する。

## 所在地
- 東京航空局＝〒102-8559 東京都千代田区九段南一丁目1番15号 九段第2合同庁舎

（管轄：北海道・東北・関東・甲信越・静岡地方）
- 大阪航空局＝〒540-8559 大阪府大阪市中央区大手前三丁目1番41号 大手前合同庁舎[1]

（管轄：東海3県・北陸3県・近畿・中国・四国・九州・沖縄地方）

## 組織
（令和4年2月現在）
組織は両局共におおむね共通である。
- 局長
  - 次長
  - 総務部
    - 総務課
    - 契約課
    - 航空振興課
    - 人事課
    - 経理課
    - 管財調達課
    - 安全企画・保安対策課
    - 総務企画調整官
    - 広報対策官

  - 空港部
    - 次長
      - 管理課
      - 空港企画調整課
      - 空港経営改革調整課
      - 空港安全監督課
      - 補償課（大阪航空局に限る。）
      - 環境・地域振興課
      - 土木建築課
      - 機械課
      - 建築室

  - 保安部
    - 技術保安企画調整課
    - 運用課
    - 管制課
    - 管制技術課
    - 航空灯火・電気技術課
    - 交通管制安全監督課
    - 航空事業安全監督官
    - 運航審査官
    - 航空機検査官
    - 整備審査官
    - 航空従事者試験官

## 管制区域・出先機関
- 空港事務所

航空機の運航管理や航空機に対する管理業務、滑走路などの基本施設や航空保安施設の維持管理
- 空港出張所

航空機の運航管理と管制業務、通信業務、航空保安無線施設の管理
- 空港・航空路監視レーダー事務所

空港出張所の業務、航空路監視レーダーの維持管理
- 航空路監視レーダー事務所

航空路を航行する航空機を監視する航空路監視レーダーの維持管理
- 運航拠点（FAIB）

運航援助情報業務の実施拠点として、航空管制運航情報官による対空援助業務・発着調整や認許可等の航空交通流調整を実施。

### 東京航空局
- 空港事務所

丘珠空港事務所　（北海道札幌市東区丘珠町）
新千歳空港事務所（北海道千歳市美々新千歳空港内）
　札幌分室　　　（北海道札幌市東区北37条東26丁目）
稚内空港事務所　（北海道稚内市大字声問村字声問6744）
函館空港事務所　（北海道函館市高松町511）
釧路空港事務所　（北海道釧路市鶴丘2-260）
三沢空港事務所　（青森県三沢市大字三沢字下夕沢83-197）
仙台空港事務所　（宮城県名取市下増田字南原）
百里空港事務所　（茨城県小美玉市与沢1601-21）
成田空港事務所　（千葉県成田市古込字込前133）
東京空港事務所　（東京都大田区羽田空港3-3-1）
新潟空港事務所　（新潟県新潟市松浜町2350-4）
- 空港出張所

旭川空港出張所　（北海道上川郡東神楽町東2線15-96）
帯広空港出張所　（北海道帯広市泉町西9線中8-40）
中標津空港出張所（北海道標津郡中標津町北中16番1）
女満別空港出張所（北海道網走郡大空町女満別町字中央256 女満別空港内）
紋別空港出張所　（北海道紋別市小向19-3）
青森空港出張所　（青森県青森市大字大谷字小谷1-303）
花巻空港出張所　（岩手県花巻市葛3-183-1）
山形空港出張所　（山形県東根市大字羽入字柏原新林3008）
福島空港出張所　（福島県石川郡玉川村大字北須釜字ハバキ田21）
大島空港出張所　（東京都大島町元町字北の山270-1）
松本空港出張所　（長野県松本市大字空港東8928）
静岡空港出張所　（静岡県牧之原市坂口字高尾山1250-52）
- 廃止された空港出張所

庄内空港出張所
- 空港・航空路監視レーダー事務所

秋田空港・航空路監視レーダー事務所（秋田県秋田市雄和椿川字山籠49）
- 航空路監視レーダー事務所

釧路航空路監視レーダー事務所（北海道釧路市桜ヶ岡8-92-6）
石巻航空路監視レーダー事務所（宮城県石巻市蛇田字新浜江場7）
- 運航拠点（FAIB）

東京FAIB（東京空港事務所内）
- 対空センター

新千歳対空センター（新千歳空港事務所内）
- 飛行援助センター（FSC）（廃止）

新千歳FSC（新千歳空港事務所内）
仙台FSC（仙台空港事務所内）
東京FSC（東京空港事務所内）
- 航空衛星センター（廃止）

常陸太田航空衛星センター（茨城県常陸太田市白羽町朝日向1715）
- その他

函館航空路監視レーダー事務所
八戸航空路監視レーダー事務所
いわき航空路監視レーダー事務所
友部航空無線通信所
坂戸航空無線通信所
御宿航空無線標識所
八丈島空港・航空路監視レーダー事務所
大和航空路監視レーダー事務所
長岡航空路監視レーダー事務所
浜松航空無線標識所

### 大阪航空局
- 空港事務所

小松空港事務所　（石川県小松市浮柳町ヨ21）
中部空港事務所　（愛知県常滑市セントレア1-1）
大阪空港事務所　（大阪府豊中市蛍池西町3-371）
八尾空港事務所　（大阪府八尾市空港2丁目12）
関西空港事務所　（大阪府泉南郡田尻町泉州空港中1）
美保空港事務所　（鳥取県境港市佐斐神町2064）
広島空港事務所　（広島市三原市本郷町善入寺字平岩64-34）
岩国空港事務所　（山口県岩国市旭町3-15-2）
徳島空港事務所　（徳島県板野郡松茂町豊久字朝日野16-2）
高松空港事務所　（香川県高松市香南町由佐3473-3）
松山空港事務所　（愛媛県松山市南吉田町）
高知空港事務所　（高知県南国市物部）
福岡空港事務所　（福岡県福岡市博多区上臼井字屋敷295）
北九州空港事務所（福岡市北九州市小倉南区空港北町6）
長崎空港事務所　（長崎県大村市箕島町593-2）
熊本空港事務所　（熊本県上益城郡益城町大字小谷）
大分空港事務所　（大分県国東市武蔵町糸原大海田）
宮崎空港事務所　（宮崎県宮崎市大字赤江無番地）
鹿児島空港事務所（鹿児島県霧島市溝辺町麓838）
那覇空港事務所　（沖縄県那覇市安次嶺531-3）
- 空港出張所

富山空港出張所　　（富山県富山市秋ヶ島35番地）
神戸空港出張所　　（兵庫県神戸市中央区神戸空港1番）
南紀白浜空港出張所（和歌山県西牟婁郡白浜町2926）
出雲空港出張所　　（島根県出雲市斐川町沖洲2636番1）
岡山空港出張所　　（岡山県岡山市北区日応寺1277）
山口宇部空港出張所（山口県宇部市沖宇部字八王子625-17）
佐賀空港出張所　　（佐賀県佐賀市川副町大字犬井道9476-187）
種子島空港出張所　（鹿児島県熊毛郡中種子町大字増田字三角山2692-53）
奄美空港出張所　　（鹿児島県奄美市笠利町和野374-4）
下地島空港出張所　（沖縄県宮古島市伊良部佐和田1739-4）
石垣空港出張所　　（沖縄県石垣市盛山222番72）
- 廃止された空港出張所

福井空港出張所
鳥取空港出張所　　
対馬空港出張所
- 空港・航空路監視レーダー事務所

能登空港・航空路監視レーダー事務所（石川県輪島市三井町洲衛10部11番2）
福江空港・航空路監視レーダー事務所（長崎県五島市上大津町2192）
宮古空港・航空路監視レーダー事務所（沖縄県宮古島市平良字下里1657番地）
- 航空路監視レーダー事務所

土佐清水航空路監視レーダー事務所（高知県土佐清水市西町5-4）
名瀬航空路監視レーダー事務所　　（鹿児島県奄美市名瀬浜里町35）
- 廃止された航空路監視レーダー事務所

平田航空路監視レーダー事務所　　（島根県出雲市平田町古川町2419）2017年3月31日廃止
- 運航拠点（FAIB）

関西FAIB（関西空港事務所内）
- 対空センター

大阪対空センター（大阪空港事務所内）
- 飛行援助センター（FSC）

中部FSC（中部空港事務所内）（廃止）
大阪FSC（大阪空港事務所内）（廃止）
福岡FSC（福岡空港事務所内）
鹿児島FSC（鹿児島空港事務所内）
那覇FSC（那覇空港事務所内）
- 航空衛星センター（廃止）

神戸航空衛星センター（兵庫県神戸市西区井吹台東町7-6-2）